# Johannes van Dijk
Johannes Wilhelmus Maria van Dijk (4. juli 1868 - 25. august 1938) var en hollandsk roer fra Amsterdam.
Van Dijk var med i Hollands otter, der vandt bronze ved OL 1900 i Paris, første gang roning var på det olympiske program. Hollænderne kom ind på tredjepladsen i finalen, hvor USA vandt guld, mens Belgien tog sølvmedaljerne. Resten af den hollandske besætning bestod af François Brandt, Roelof Klein, Ruurd Leegstra, Walter Middelberg, Hendrik Offerhaus, Walter Thijssen, Henricus Tromp og styrmand Hermanus Brockmann.

## OL-medaljer
- 1900:  Bronze i otter